# Llista de topònims de Puiggròs
Llista de topònims (noms propis de lloc) del municipi de Puiggròs, a les Garrigues
Informació actualitzada per un bot. Els canvis manuals es perdran quan s'actualitzi!

## muntanya
| imatge | Nom                 | Ubicat a | instància de | Detalls | coordenades                                                         | Protecció | Commons (més fotos) | Dades a WD                    |
| ------ | ------------------- | -------- | ------------ | ------- | ------------------------------------------------------------------- | --------- | ------------------- | ----------------------------- |
|        | Tossal del Miqueló  | Puiggròs | muntanya     |         | 41° 33′ 06″ N, 0° 52′ 40″ E / 41.55178917°N,0.87781944°E 312.9 msnm |           |                     | Modifica les dades a Wikidata |
|        | Tossalet de l'Àliga | Puiggròs | muntanya     |         | 41° 33′ 38″ N, 0° 52′ 53″ E / 41.56049722°N,0.88148056°E 302 msnm   |           |                     | Modifica les dades a Wikidata |

## Misc
| imatge | Nom                           | Ubicat a | instància de                                   | Detalls                                                                    | coordenades                                                                       | Protecció                                            | Commons (més fotos)              | Dades a WD                    |
| ------ | ----------------------------- | -------- | ---------------------------------------------- | -------------------------------------------------------------------------- | --------------------------------------------------------------------------------- | ---------------------------------------------------- | -------------------------------- | ----------------------------- |
|        | Castell de Puiggròs           | Puiggròs | castell                                        | Estil: arquitectura gòtica arquitectura del Renaixement 16th century       | 41° 32′ 59″ N, 0° 53′ 26″ E / 41.549856°N,0.890499°E ca:Carrer Major, 21 333 msnm | bé d'interès cultural bé cultural d'interès nacional |                                  | Modifica les dades a Wikidata |
|        | Puiggròs                      | Puiggròs | entitat singular de població capital municipal | 257 hab                                                                    | 41° 33′ 04″ N, 0° 53′ 16″ E / 41.55110098°N,0.88788426°E 306 msnm                 |                                                      |                                  | Modifica les dades a Wikidata |
|        | Santa Maria Assumpta          | Puiggròs | església                                       | Estil: arquitectura barroca arquitectura neoclàssica                       | 41° 33′ 02″ N, 0° 53′ 25″ E / 41.55045°N,0.89016°E                                | bé cultural d'interès local                          | Santa Maria Assumpta de Puiggròs | Modifica les dades a Wikidata |
|        | Vil·la Ramona                 | Puiggròs | edifici                                        | Estil: noucentisme Estat: enderrocat o destruït                            | 41° 33′ 04″ N, 0° 53′ 21″ E / 41.550998°N,0.889115°E                              | bé integrant del patrimoni cultural català           |                                  | Modifica les dades a Wikidata |
|        | bassa de l'Acampada           | Puiggròs | zona humida                                    | Superfície: 1.2ha                                                          | 41° 33′ 40″ N, 0° 53′ 05″ E / 41.5612°N,0.88475°E                                 |                                                      |                                  | Modifica les dades a Wikidata |
|        | casa consistorial de Puiggròs | Puiggròs | casa consistorial                              |                                                                            | 41° 33′ 06″ N, 0° 53′ 22″ E / 41.551742°N,0.8894767°E                             |                                                      |                                  | Modifica les dades a Wikidata |
|        | plataners de Pinell           | Puiggròs | arbre singular                                 | Taxon: plàtan (Platanus ×hispanica) Ample: 27m Alt: 25.5m Perímetre: 4.55m | 41° 33′ 36″ N, 0° 52′ 42″ E / 41.56009°N,0.87845°E ca:Partida Pinell 282 msnm     | arbre monumental                                     | Plataners de Pinell              | Modifica les dades a Wikidata |